# Stade du Jard
Le stade du Jard est un club omnisports situé sur la commune de Mérignac créé en 1919 par Henri Capbern Gasqueton et ses frères. Ils sont par ailleurs les propriétaires de château Capbern-Gasqueton et château Calon-Ségur à Saint-Estèphe (Gironde).

## Toponymie
Au XVIIIe siècle, le Jard est un hameau entouré de terres et de vignes, situé entre le domaine de Bourran à l'est et l'actuelle avenue de Bédat à Capeyron. Sa toponymie diffère au XVIIIe et au XIXe siècle. Au XVIIIe siècle, c'est le nom "Jart", du vieux français jardin, qui figure sur la carte de Cassini, feuille 104, du milieu du XVIIIe siècle, numérisée sur Gallica.    

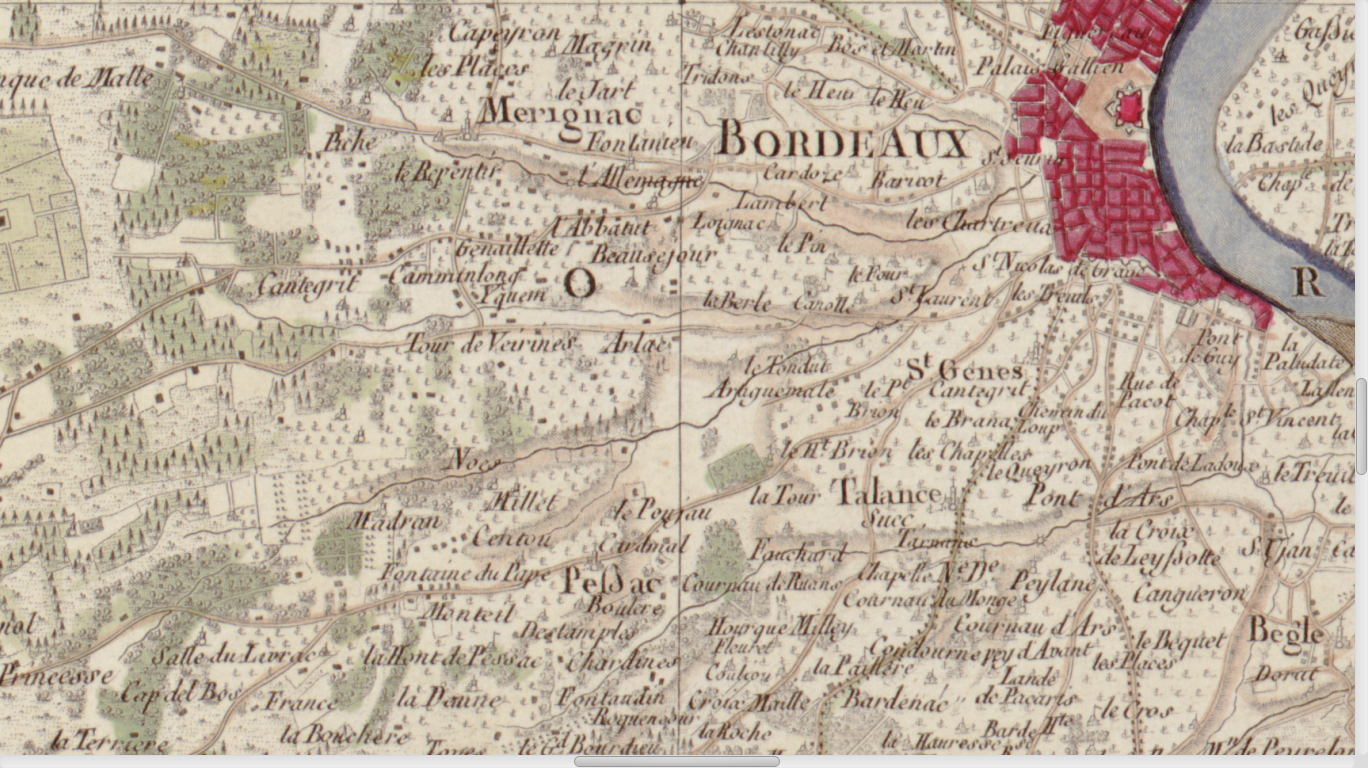
Carte générale de la France : Bordeaux : feuille 104, de Cassini, XVIIIe siècle

Au XIXe siècle, c'est le nom "Jard", signifiant gravier, qui est inscrit sur le plan cadastral de 1811. En effet, les terres du Jard sont situées sur d'anciennes terrasses graveleuses de la Garonne, propices à la culture de la vigne.

## Histoire
Le domaine du Jard est acheté en septembre 1919 par Henri Capbern Gasqueton (1886-1972) à Monsieur Tuffereau, propriétaire-laitier au domaine des Herbiers, d'après l'acte de vente du 5 septembre 1919 n° 386. Il sera vendu le 28 juin 1961 pour acheter le château d'Agassac le même jour.
Passionné de sports, Henri Capbern Gasqueton et ses quatre frères le transforment en stade de sports, communément appelé "Parc de la Vie au Grand Air" ou "Parc des sports de Bordeaux". Les frères Capbern Gasqueton, entre-temps ont créé le club sportif la V.G.A.M., Vie au Grand Air du Médoc, en 1909. Ce nom fait référence au magazine illustré sportif "La vie au grand air", publié de 1898 à 1922. Ils en prennent la présidence à tour de rôle. Henri Capbern Gasqueton aménage au Jard, trois terrains de football, deux de hockey-sur-gazon, quatre de tennis, un de basket, un d'athlétisme, un de cricket, une piscine, un manège hippique, des écuries, et pour le cyclisme, une piste de vitesse, et une pour les épreuves routières et même un camping.
Avant l'acquisition du Jard, les matchs de football et de hockey-sur-gazon  se déroulaient au domaine de Pin-Galant (1907-1919), ex propriété de la famille de banquiers bordelais, les Samazeuil.
Le Jard est alors la plus vaste installation sportive de Bordeaux, d'une superficie de 13 hectares. D'ailleurs, au dos de la carte postale représentant la vue aérienne du "Parc de la Vie au Grand Air, le JARD-MERIGNAC", il est écrit : "la plus vaste installation sportive de la région bordelaise"
Le stade du Jard, à Mérignac, est très fréquenté, car il était difficile de se déplacer durant la seconde guerre mondiale sauf en tram direct "Jean-Jaurès Mérignac" comme l'atteste la carte postale publicitaire du Jard. Quels sont les publics qui fréquentaient le Jard ? D'abord les joueurs d'autres clubs sportifs de Bordeaux, le B.E.C., le S.B.U.C., s'y entraînaient, car le stade du Jard offrait deux atouts : il était omnisports et à proximité de Bordeaux. Ensuite, venaient les adeptes de la vie en plein air et les sympathisants de la V.G.A.M., comme André Boyer, de l'Académie de Bordeaux. En somme "Le tout-Bordeaux" s'y rencontrait, toutes couches sociales confondues. Le domaine du JARD était très accueillant. Dans la nécrologie d'Henri Capbern Gasqueton , parue le 3 février 1972 dans le "Sud-Ouest", il est écrit : "C'était une personnalité hors du commun, dévoué corps et âme à son club. Il a fait du Jard une oasis pour ceux qui avaient dix huit ans (1922) et ce fut la jeunesse de milliers d'adolescents".
Le stade du Jard est célèbre pour ses compétitions sportives.
Dès 1919, Les frères Capbern Gasqueton, se démènent pour organiser, sans téléphone, et cela par courrier, des matchs de football et de hockey-sur-gazon au Jard, pour faire vivre la V.G.A.M. Il faut rappeler qu'en 1916 c'est Henri Capbern Gasqueton via Eveleyn Hutchinson, importatrice avec sa sœur Stella de ce sport, qui introduit le hockey-sur-gazon à Bordeaux (cf : "Théâtre-Sports", octobre 1957, N° 135, "Quelles leçons tirer d'un Cinquantenaire ?")
Pour faire progresser ses équipes, il organise des matchs de hockey-sur-gazon à l'étranger. L'équipe féminine de hockey-sur-gazon est championne de France en 1946 (avec cinq internationales) et 1948 avec une joueuse de la V.G.A.M., Catherine Capbern Gasqueton, fille d'Henri Capbern Gasqueton. 
Cette politique d'échange et de multiplication des matchs de hockey-sur-gazon s'intensifiera dans les années 1952-1961 d'après le "Théâtre-Sports" (1959). D'ailleurs, "Bordeaux demeure un des centres où le hockey est le plus en honneur" ("Théâtre-Sports", 1957, N° 136, in la "Revue du hockey bordelais").
C'est dire combien les frères Capbern Gasqueton participent de manière très active au développement et à la féminisation du sport, entre 1909 et 1963. Les premières équipes féminines de hockey-sur-gazon datent de 1917-1918. Henri Capbern Gasqueton deviendra président de la Ligue du Sud-Ouest (1920-1924), suivi par son frère Etienne (1931-1933).
Henri Capbern Gasqueton se bat pour faire vivre son club de sports la V.G.A.M., Vie au Grand Air du Médoc en sollicitant les médias. Il fera publier des cartes postales publicitaires du Jard des  années 30 par la célèbre imprimerie bordelaise Péchade, conservées aux Archives municipales de Mérignac.
De plus, il créera le mensuel "Théâtre-Sports", en janvier 1909, et en supervisera sa publication avec ses frères jusqu'en 1968, pour publier des articles relatifs à la vie de la V.G.A.M.
Henri Capbern Gasqueton se lancera aussi dans le cinéma en 1951 pour développer l'activité équestre de la V.G.A.M,  dirigée par Hubert Capbern Gasqueton, son fils, avec le producteur Couzinet (in "Théâtre-Sports", janvier 1959, N° 140, p. 4). Enfin, la télévision filmera pour la première fois, en 1954, au stade du Jard, le match Primerose-Racing Club de France.    
Henri Capbern Gasqueton mène également une politique active de mécénat, via des entreprises comme Air France, les Nouvelles Galeries, ou les propriétaires viticoles "Barton et Guestier"  pour financer la V.G.A.M., l'entretien des terrains (in "Théâtre-Sports", 1961, N° 146, p. 4)
Malheureusement, l'urbanisation autour du complexe sportif du Jard commence en 1953 avec la construction de 48 logements économiques de la Cité Galvani et réduit ainsi l'activité sportive. Puis, avec la vente du Jard en 1961 au promoteur immobilier, la "Société R. Cornilier et Cie", une partie du terrain du stade du Jard est converti en logements. C'est seulement en 1970, que la mairie de Mérignac déclare "d'utilité publique" la partie jusqu'alors préservée du domaine du Jard, affectée aux sports, et rachète à la société R. Cornilier et Cie, sept hectares et demi de terrains. Plus tard, elle y installe son actuel complexe sportif.
Aujourd'hui, Le Jard accueille, avec le stade municipal Robert Brettes de Mérignac, les rencontres des équipes réserves du Sport Athlétique Mérignacais ainsi que d'autres sections sportives du club omnisports.
Enfin, entre 1950 et 1960, la vie du Jard et de la V.G.A.M. est ponctuée de rencontres sportives locales, nationales et internationales notoires à Bordeaux. Ces manifestations restent ancrées dans la mémoire des Bordelais.  Aujourd'hui, grâce à une politique active de la mairie de Mérignac, Le Jard poursuit sa dynamique sportive et sociale :  les plus jeunes profitent des installations sportives et les personnes âgées prennent des repas dans des locaux dédiés pour s'y rencontrer, comme auparavant.

## Propriétaires du Domaine du Jard
- Monsieur Palmer : 2 janvier 1833

- Monsieur Graterolle : 10 décembre 1860

- Monsieur Bernard Emmanuel Legrand, négociant : 22 avril 1866

- Monsieur Gérard de Secondat de Montesquieu, maire de Mérignac du 31 mars 1875 au 30 mars 1876 : 27 octobre 1880

- Monsieur Georges Tuffereau : propriétaire et laitier : 12 octobre 1901

- Monsieur Henri Gasqueton : 5 septembre 1919

## Personnalités invitées ou liées au JARD et à l'histoire de la V.G.A.M.
Le ténor René Lapelleterie (1884-1956) d'après le "Théâtre-Sports", Août 1956, N° 132, nécrologie.
La reine d'Angleterre décorera au Palais de Buckingham Evelyn Hutchinson, ex capitaine de la Vie au Grand Air du Médoc, et importatrice du hockey féminin en France le mardi 21 mars 1967, d'après le "Théâtre-Sports", mars 1967, N° 164.
La première tournée du club de la V.G.A.M. en Grande-Bretagne fut placée sous l'égide de la princesse Margaret d'après le "Théâtre-Sports", mars 1967, N° 164.